# Septerra Core
Septerra Core: Legacy of the Creator é um jogo de computador do tipo role-playing game (RPG). Foi desenvolvido pela empresa Valkyrie Studios e distribuído pela Monolith Productions, sendo lançado em 31 de outubro de 1999.

## História do jogo
O jogo se passa no planeta fictício de Septerra, aonde o jogador comanda Maya. Ela é órfã de pais e foi criada por seu tio. O objetivo do jogo é descobrir a verdade sobre o criador e salvar Septerra da destruição. Septerra é dividido em 7 camadas aonde as leis da natureza agem estranhamente. Os chamados "escolhidos" (chosen) são privilegiados: eles consomem grandes quantidades de energia e atiram seus dejetos nas camadas inferiores. É logo na camada mais baixa que Maya, onde a personagem principal habita. Ela sobrevive vasculhando o lixo procurando coisas de utilidade. Os "escolhidos" acreditam que Septerra foi criada por um ser misterioso. Artefatos e pistas fazem crer que ele mora nas profundezas do núcleo (core). Assim eles iniciam uma busca pelo presente do criador, conhecido por conceder poder total aqueles que o possuírem. E aí a bela garota inicia sua missão: impedir a progressão dos "escolhidos" ao núcleo e proteger sua terra natal.

## Personagens
É dada ao jogador a opção de compor a sua equipe com três personagens dos nove, mas alguns personagens podem às vezes se tornar indisponíveis devido a trama do jogo.
Maya
Personagem principal. É uma aventureira e utiliza rifle. Sua vila foi exterminada há dez anos por homens de Doskias.
Araym
Caçador de Shell 4. Anteriormente um Jinam especialista em explosivos da Shell 5, antes de perder os dois braços em um ferimento de guerra. Agora, um mercenário com braços mecânicos de foguete. Ele sabe muito sobre explosivos.
Badu
Blind Underlost da Shell 7, empunhando uma faca selvagem, ele "vê" com um RADAR orgânico.
Corgan
Espadachim de Shell 3. Ele é apaixonado pela filha do falecido capitão da Guarda Santo Bowman, Layla. Depois os homens de Selina o dizimam de sua cidade natal, ele jurou destruí-la.
Grubb
Mecânico de Shell 2. Um inventor pessoal que construiu o Workbots para a cidade que Maya e ele cresceram, apesar de serem constantemente abusados pelo prefeito.
Led
Mecânica de Shell 5. Uma engenheira empunhando Ankaran, uma grande chave inglesa. Uma lesão no treinamento a deixou com as pernas mecânicas inferiores.
Lobo
Cyborg Jinam pirata de Shell 6. Depois de um escravo-soldado de Jinam, seu dispositivo de limitação foi retirado depois que ele foi abandonado, permitindo-lhe livre-arbítrio.
Runner
Um cão mecânico gigante leal a Grubb, seu inventor.
Selina
Uma espadachim de Shell 1. Ex-amante do Doskias líder eleito, e inimigo de Corgan. Mesmo Doskias a deixou por outra, devido à sua linhagem pobre, é evidente que ela ainda se preocupa profundamente com ele.
Doskias
Um descendente escolhido, direto e poderoso de Marduk. Ele destruiu há dez anos a cidade natal de Maya, enquanto lutava com outro escolhido. Agora ele está empenhado em cumprir o legado do Criador a qualquer custo.